# Обортов
Обортов (укр. Обортів) — село в Радеховской городской общине Шептицкого района Львовской области Украины.
Население по переписи 2001 года составляло 42 человека. Занимает площадь 0,523 км². Почтовый индекс — 80214. Телефонный код — 3255.